# Spring Creek (Dakota del Sur)
Spring Creek es un lugar designado por el censo ubicado en el condado de Todd en el estado estadounidense de Dakota del Sur. En el Censo de 2010 tenía una población de 268 habitantes y una densidad poblacional de 9,98 personas por km².

## Geografía
Spring Creek se encuentra ubicado en las coordenadas 43°6′55″N 101°1′51″O / 43.11528, -101.03083. Según la Oficina del Censo de los Estados Unidos, Spring Creek tiene una superficie total de 26.86 km², de la cual 26.86 km² corresponden a tierra firme y (0%) 0 km² es agua.

## Demografía
Según el censo de 2010, había 268 personas residiendo en Spring Creek. La densidad de población era de 9,98 hab./km². De los 268 habitantes, Spring Creek estaba compuesto por el 1.49% blancos, el 0.37% eran afroamericanos, el 96.64% eran amerindios, el 0% eran asiáticos, el 0% eran isleños del Pacífico, el 0% eran de otras razas y el 1.49% pertenecían a dos o más razas. Del total de la población el 1.87% eran hispanos o latinos de cualquier raza.